# Manon u źródeł
Manon u źródeł – włosko-szwajcarsko-francuski melodramat z 1986 roku na podstawie powieści Marcela Pagnola.

## Główne role
- Yves Montand – Cesar Soubeyran/Le Papet
- Daniel Auteuil – Ugolin
- Emmanuelle Béart – Manon
- Hippolyte Girardot – Bernard Olivier
- Margarita Lozano – Baptistine
- Yvonne Gamy – Delphine
- Jean Bouchaud – Lekarz
- Elisabeth Depardieu – Aimee Cadoret
- Gabriel Bacquier – Victor
- Armand Meffre – Philoxène
- André Dupon – Pamphile
- Pierre Nougaro – Casimir
- Jean Maurel – Anglade
- Roger Souza – Ange
- Didier Pain – Eliacin
- Pierre-Jean Rippert – Cabridan
- Marc Betton – Martial
- Chantal Liennel – Amandine
- Lucien Damiani – Belloiseau

## Fabuła
Manon Cadoret dorastała jako dziecko w sielskiej Prowansji. Kiedy stała się kobietą, uświadamia sobie przyczyny śmierci ojca, którymi były nimi złość i chciwość sąsiadów – rodziny Soubeyran. Manon postanawia się zemścić, przygotowała okrutny plan.

## Nagrody i nominacje
Cezary 1987
- Najlepsza aktorka drugoplanowa – Emmanuelle Béart
- Najlepszy plakat – Michel Jouin (nominacja)

Nagrody BAFTA 1987
- Najlepszy film zagraniczny (nominacja)